# محارة جناحية أطلسية
محارة جناحية أطلسية (الاسم العلمي: Pteria colymbus) (بالإنجليزية: Atlantic wing-oyster)‏ هي نوع من الحيوانات تتبع جنس المحارة الجناحية من فصيلة المحارات الجناحية.